# Pealius amamianus
Pealius amamianus là một loài côn trùng cánh nửa trong họ Aleyrodidae, phân họ Aleyrodinae.
Pealius amamianus được Takahashi miêu tả khoa học đầu tiên năm 1963.